# Luchthaven Ankara Esenboga
Luchthaven Ankara Esenboğa (Turks: Ankara Esenboğa Uluslararası Havalimanı) is een vliegveld in de hoofdstad van Turkije: Ankara. De naam van het vliegveld komt van het dorpje Esenboğa', wat letterlijk "gezonde stier" betekent. Het gebouw ging open in 1955.

## Codes
- IATA: ESB
- ICAO: LTAC

## Locatie
Het vliegveld ligt in het noordoosten van Ankara, 28 kilometer van het centrum. Vervoer naar het centrum is per taxi (ongeveer $35 - een enkeltje) en de Havaş bus (ongeveer $9 - een enkeltje). De weg tussen Esenboğa airport en de Ankara ringweg werd gedurende de zomer van 2006 uitgebreid, hetgeen de reistijd bekortte.

## Luchtvaartmaatschappijen en bestemmingen
| Luchtvaartmaatschappijen                    | Bestemmingen |
| ------------------------------------------- | --- |
| Ariana Afghan Airlines                      | Kabul, Frankfurt |
| Atlasjet                                    | Ercan |
| Azerbaijan Airlines                         | Baku |
| Corendon Airlines                           | Amsterdam, Brussel [seizoensgebonden] |
| Turkmenistan Airlines                       | Ashgabat |
| Germanwings                                 | Keulen, Stuttgart [seizoensgebonden] |
| Iran Air                                    | Tehran-Imam Khomeini |
| Libyan Airlines                             | Tripoli |
| Lufthansa                                   | Frankfurt, München |
| Pegasus Airlines                            | Köln Bonn, Kopenhagen, Diyarbakır, Düsseldorf, Ercan, Erzurum, Istanbul-Sabiha Gökçen, Stuttgart, Trabzon, Van, Wenen |
| Pegasus Airlines uitgevoerd door Izair      | Bodrum, Izmir |
| SAS                                         | Stockholm [Alleen in de zomer] |
| Turkish Airlines                            | Amsterdam, Brussel, Köln/Bonn, Düsseldorf, Frankfurt, Istanbul-Atatürk, Istanbul-Sabiha Gökçen, München, Stuttgart, Tehran-Imam Khomeini, Wenen, Zürich                                                                     |
| Turkish Airlines uitgevoerd door Anadolujet | Adana, Adıyaman, Ağrı, Antalya, Batman, Bodrum, Dalaman, Diyarbakır, Elazığ, Erzincan, Erzurum, Gaziantep, Hatay, İstanbul-Sabiha Gökçen, İzmir, Kahramanmaraş, Kars, Malatya, Mardin, Muş, Samsun, Şanlıurfa, Trabzon, Van |

## Terminals
Er zijn twee terminals: De binnenlandse en internationale terminal.
Hier vind je:
- een oppervlakte van 168,000 m²
- 18 bruggen
- 105 check-in balies
- 34 paspoortcontroles

## Banen
Het vliegveld beschikt over twee banen van 3750 meter elk.
Internationale vliegvelden: Luchthaven Adana Sakirpasa · Luchthaven Ankara Esenboga · Luchthaven Antalya · Luchthaven Bodrum Milas · Luchthaven Dalaman · Luchthaven İzmir Adnan Menderes · Luchthaven Istanbul Atatürk · Luchthaven Istanbul Sabiha Gökçen · Istanbul Airport · Luchthaven Kayseri Erkilet · Luchthaven Trabzon
Regionale vliegvelden: Luchthaven Adıyaman · Luchthaven Afyon · Luchthaven Ağrı · Luchthaven Balıkesir · Luchthaven Bandirma · Luchthaven Batman · Luchthaven Çanakkale · Luchthaven Cardak · Luchthaven Carsamba · Luchthaven Corlu · Luchthaven Diyarbakır · Luchthaven Edremit Korfez · Luchthaven Erhac · Luchthaven Elazığ · Luchthaven Erzincan · Luchthaven Erzurum · Luchthaven Eskişehir · Luchthaven Kahramanmaraş · Luchthaven Kapadokya · Luchthaven Kars · Luchthaven Kastamonu · Luchthaven Konya · Luchthaven Mardin · Luchthaven Merzifon · Luchthaven Muş · Luchthaven Oguzeli · Luchthaven Şanlıurfa · Luchthaven Siirt · Luchthaven Sinop · Luchthaven Sivas Nuri Demirağ · Luchthaven Suleyman Demirel · Luchthaven Tokat · Luchthaven Uşak · Luchthaven Van Ferit Melen · Luchthaven Yenisehir